# Deutsche Bausparkasse Badenia
Die Deutsche Bausparkasse Badenia AG ist eine private Bausparkasse mit Sitz in Karlsruhe. Das Institut ging im Juli 2000 aus der Fusion der DBS Deutsche Bausparkasse AG in Darmstadt und der Badenia Bausparkasse AG in Karlsruhe hervor. Sie gehört der Generali-Deutschland-Gruppe an.

## Geschichte
1925 wurde die Deutsche Bau- und Siedelungsgemeinschaft (DBS) eGmbH in Darmstadt gegründet. Das Institut firmierte 1940 in Deutsche Bausparkasse (DBS) eGmbH um. 1977 erfolgte die Umwandlung in eine Aktiengesellschaft und schließlich 1981 eine weitere Umfirmierung in DBS Deutsche Bausparkasse AG. In der Zeit vor der Fusion gehörte die Gesellschaft mehrheitlich zum italienischen Generali-Versicherungskonzern.
1931 wurde in Karlsruhe die BADENIA Hypotheken- und Bausparkasse GmbH gegründet. Ab 1939 firmierte das Unternehmen als BADENIA Bausparkasse GmbH. 1983 änderte es seine Rechtsform in eine Aktiengesellschaft und wurde so zur BADENIA Bausparkasse AG. Die Gesellschaft ging in den Folgejahren sukzessive mehrheitlich in das Eigentum der Aachener und Münchener Lebensversicherung AG (AML) und Aachener und Münchener Versicherung AG (AMV) in Aachen über. Als die Versicherungsholding Aachener und Münchener Beteiligungs-AG (AMB) bei der Volksfürsorge Versicherungsgruppe einstieg, beteiligte sich im Gegenzug die Volksfürsorge Lebensversicherung AG im Jahr 1990 als Minderheitsgesellschafter an der BADENIA Bausparkasse AG. 1991 übernahm die AMB als Holding-Gesellschaft des AM-Konzerns dann die Aktienmehrheit bei der Badenia von ihren Töchtern AML und AMV.
1998 erwarb die Assicurazioni Generali S.p.A. aus Triest die Mehrheit an der AMB Aachener und Münchener Beteiligungs-AG (AMB). Im Anschluss fusionierten die beiden Bauspartöchter der Generali – die Badenia Bausparkasse und die DBS Deutsche Bausparkasse – im Juli 2000.
Heute ist die Deutsche Bausparkasse Badenia AG eine 100%ige Tochter der Generali Deutschland Holding AG. Sprecher des Vorstandes ist seit Juli 2023 Volker Kreuziger. Weiteres Vorstandsmitglied ist Edgar Hütten. Vorsitzender des Aufsichtsrates ist Jochen Petin.

## Unternehmen
Das Portfolio der Deutsche Bausparkasse Badenia AG umfasst neben dem Bausparen Vor- und Zwischenfinanzierungen, Immobiliendarlehen, Produkte für die Eigenheimrente sowie Geldanlagen.
Die Badenia ist bundesweit tätig und betreut rund 1,1 Millionen Kunden. Im April 2014 wurde sie von Standard & Poor’s mit „BBB+“ und im Oktober 2014 von der GBB Rating-Gesellschaft für Bonitätsbeurteilung mit „A-“ bewertet.
Ihr Bausparvertragsbestand betrug per 31. Dezember 2020 22,2 Milliarden Euro.
Vermittelt werden die Produkte der Badenia durch die Vermögensberater der Deutsche Vermögensberatung AG (DVAG) und die Vermittler der Generali Deutschland. Neben Neubau und Erwerb finanziert die Bausparkasse verstärkt Renovierungs- und Erweiterungsmaßnahmen – dies zunehmend für Projekte, die auf Energieeinsparung und Energieeigenversorgung zielen.
Im Februar 2015 hat das Unternehmen seinen derzeitigen Tarif Via Badenia 15 eingeführt. Dieser ist Grundlage für die Produkte ImmoFit und ImmoStart. Im Bereich der Sofortfinanzierungen wurde der Verwendungszweck für das Produkt ImmoSofort erweitert. Seit Februar sind hier sämtliche Modernisierungsmaßnahmen zugelassen.

## Kritik
In der Vergangenheit kam das Unternehmen durch die Finanzierung von Eigentumswohnungen, so genannten Schrottimmobilien in die Kritik. Die Dortmunder Vertriebsfirma Heinen & Biege hatte in den 90er Jahren die Objekte vermittelt, die von der Badenia finanziert wurden. Heinen & Biege soll die Käufer wissentlich getäuscht haben. Von den 6746 verkauften Wohnungen in 53 Städten stammte über die Hälfte aus dem Bestand der Neuen Heimat. Deren Wohnungsbestand in Niedersachsen und Hamburg war auf die Allwo übergegangen, ein Gemeinschaftsunternehmen der Aachener und Münchener, der Badenia sowie der BGAG, einer Tochter des Deutschen Gewerkschaftsbundes. Kaum bekannt ist in diesem Zusammenhang, dass die Firma Heinen & Biege auch Neubauwohnungen vertrieben hat. Des Weiteren wurden von dieser Gesellschaft auch Plattenbauwohnungen in den Neuen Bundesländern vermarktet. Viele Käufer erlitten große Verluste, da die oft qualitativ minderwertigen Wohnungen deutlich über ihrem objektiven Wert verkauft wurden.
Neben Heinen & Biege vertrieb eine Vertriebsfirma in Harsewinkel bei Bielefeld und die DOMAX Immobilienmanagement AG in den 90er Jahren Wohnungen im Paket mit einer Badenia Finanzierung. Laut Angaben des ehemaligen Vorstandsvorsitzenden der Badenia Bausparkasse, Dietrich Schroeder, wurden in seiner Amtszeit (1. Mai 2002 bis 31. Dezember 2008) keine solchen Sonderfinanzierungen mehr vorgenommen.
Das Oberlandesgericht Karlsruhe erkannte im November 2004 (OLG Karlsruhe 15 U 4/01) einer geprellten Anlegerin einen Schadenersatzanspruch gegen die Badenia zu und stellte die Klägerin in seinem Urteil von sämtlichen Schulden bei der Badenia frei. Zudem sollte die Badenia die Eigentumswohnung übernehmen müssen, an der die Anlegerin kein Interesse mehr hatte. Der Bundesgerichtshof hob dieses Urteil am 20. März 2007 (XI ZR 414/04) wegen gravierender Fehler der Vorinstanz auf und verwies die Sache an einen anderen Senat des Oberlandesgerichts Karlsruhe zurück. Die Zurückverweisung erfolgte, weil die Vorinstanz der Badenia nicht die Möglichkeit gegeben hatte, sich von der Vermutung, sie hätte Kenntnis von einer arglistigen Täuschung der Anleger, zu entlasten. Das Gericht stellte jedoch fest, dass eine solche arglistige Täuschung seitens der Vermittler vorgelegen hat und dass die Badenia so eng mit diesen Vermittlern zusammenarbeitete, dass sie den Beweis antreten müsse, keine Kenntnis von der Täuschung der Anleger gehabt zu haben.
Am 23. November 2007 erließ der 17. Zivilsenat des Oberlandesgerichts Karlsruhe (17 U 85/07) ein Anerkenntnisurteil gegen die Deutsche Bausparkasse Badenia, nachdem der Senat einen Termin zur mündlichen Verhandlung und Beweisaufnahme bestimmt hatte. Vor dem Verhandlungstermin hatte die Badenia den gegen sie geltend gemachten Anspruch ganz anerkannt, folglich änderte der Senat das Klage abweisende Urteil des Landgerichts Karlsruhe vom 5. Dezember 2000 (11 O 95/00) und verurteilte die Badenia, das Geschäft vollständig rückgängig zu machen.
Badenia finanzierte Immobilien in Schwelm und Delmenhorst. Bei diesen Immobilien gab es eine Vielzahl von Anhaltspunkten die dafür sprachen, dass Badenia von unrichtigen Angaben der Vermittler über Verkehrswert und Mietertrag je Wohnung wusste. Deshalb zeigte sich Badenia in der folgenden Zeit generell nur zu allgemeinen für die Käufer günstige vergleichsweisen Regelungen bereit.
Bezüglich anderer Objekte geht die überwiegende Rechtsprechung der Oberlandesgerichte bisher davon aus, dass diese in aller Regel nicht zu einem sittenwidrig überteuerten Preis (d. h. 100 % über dem Verkehrswert) veräußert wurden und die Angaben betreffend die zu erwartenden Mieteinnahmen nicht falsch waren.
Mit Urteil vom 29. Juni 2010 (XI ZR 104/08) hat der Bundesgerichtshof allerdings ein Urteil des Schleswig-Holsteinischen Oberlandesgericht bestätigt, wonach die Verwendung eines „Objekt- und Finanzierungsvermittlungsauftrags“, der Angaben zur Höhe der Vertriebsprovisionen enthielt, durch die einzelnen von Heinen & Biege eingeschalteten Vermittler eine Badenia zurechenbare arglistige Täuschung der Kunden darstelle, wenn tatsächlich weit höhere als dort angegebene Provisionen geflossen seien. Mit Beschluss vom 5. April 2011 (XI ZR 365/09) hat der Bundesgerichtshof darüber hinaus eine Beschwerde Badenias gegen die Nichtzulassung der Revision durch das Oberlandesgericht Köln mit der Begründung zurückgewiesen, dass das Oberlandesgericht zutreffend angenommen habe, Badenia sei bei einer im Jahre 1999 vorgenommenen Finanzierung im Hinblick auf seit Ende 1998 bestehende erhebliche wirtschaftliche Schwierigkeiten der Heinen & Biege-Gruppe als deren gleichzeitiger Kreditgläubiger verpflichtet gewesen, den Kunden auf einen ihr hierdurch entstehenden schwerwiegenden Interessenkonflikt hinzuweisen, weshalb sie dem Kunden zum Schadensersatz verpflichtet sei.
Die Badenia stand bei Stiftung Warentest seit 2002 zeitweise auf der Finanztest-Warnliste. Auf den Warnlisten 04/2012 bis 04/2014 war die Badenia nicht hinterlegt.